# Apanhuac
Apanhuac är en ort i Mexiko.   Den ligger i kommunen Acapulco de Juárez och delstaten Guerrero, i den södra delen av landet, 280 km söder om huvudstaden Mexico City. Apanhuac ligger 123 meter över havet och antalet invånare är 702.
Terrängen runt Apanhuac är kuperad åt nordväst, men åt sydost är den platt. Runt Apanhuac är det tätbefolkat, med 397 invånare per kvadratkilometer. Närmaste större samhälle är Amatillo, 13,2 km sydväst om Apanhuac. Omgivningarna runt Apanhuac är en mosaik av jordbruksmark och naturlig växtlighet.